# 20th Indiana Infantry
Le 20th Indiana Volunteer Infantry Regiment est un régiment d'infanterie qui a servi dans l'armée de l'Union pendant la guerre de Sécession. Le régiment est officiellement levé le 22 juillet 1861, par William L. Brown, le premier colonel du régiment, en réponse à l'appel du président Lincoln pour des volontaires. Au moment de rassemblement, le régiment a 9 compagnies combattantes, identifiées de A à K,  avec une compagnie d'état-major pour un total de 10 compagnies, soit près de 1000 hommes. Le 20th Indiana participe à des engagements dans la plupart des grandes batailles de la guerre de Sécession, y compris l'action entre les premiers cuirassés à Hampton Roads, la bataille de Fredericksburg, la bataille de Gettysburg, et le siège de Petersburg. Le régiment fait partie de la première brigade de la troisième division du IIIe corps pendant la durée de la guerre.

## Service
- Le 20th Indiana Infantry est organisé à Lafayette, dans l'Indiana, le 22 juillet 1861.
- Bataille de Hampton Roads
- Campagne de la Péninsule
- Bataille des sept jours
- Seconde bataille de Bull Run
- Bataille de Chancellorsville
- Bataille de Gettysburg
- Émeute de la conscription dans la ville de New York
- Bataille de la Wilderness
- Bataille de Spotsylvania
- Bataille de Cold Harbor
- Siège de Petersburg
- Le régiment quitte le service actif le 12 juillet 1865.

## Création du Régiment
William L. Brown, un vétéran de la guerre américano-mexicaine,obtient la permission du secrétaire à la Guerre des États-Unis, de lever un régiment de fusiliers volontaires pour entrer en service avec l'armée des États-Unis. Brown parcourt l'Indiana, parlant à des amis afin de lever suffisamment de compagnies pour le régiment. Il y parvient en enrôlant différentes personnes dans différents comtés au cours du mois de juin, 1861. Brown définit la date du 4 juillet 1861, comme la date de rendez-vous pour toutes les compagnies à Lafayette, dans l'Indiana, afin d'entrer correctement en service.

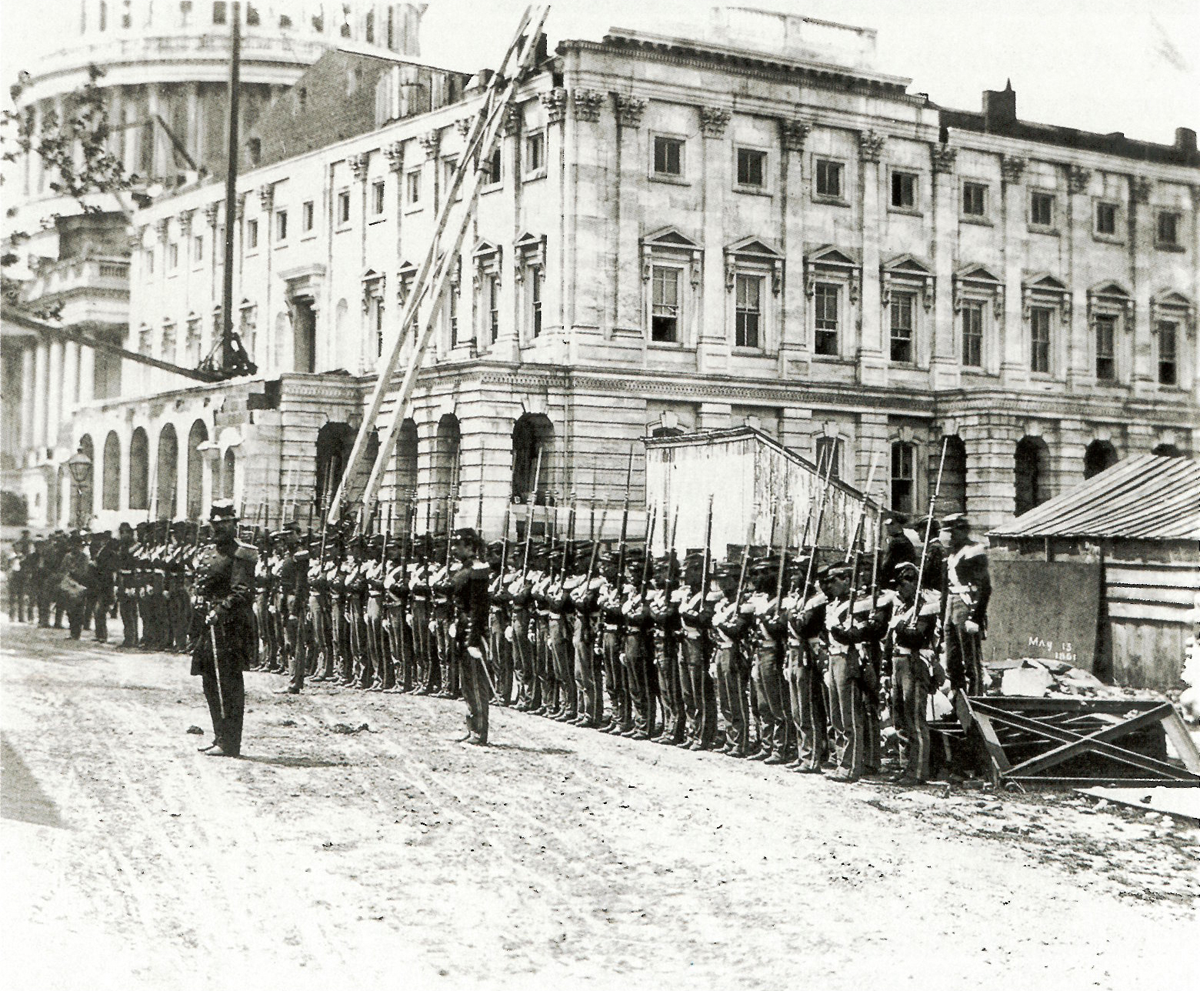
Un exemple de troupes en train d'entrer en service pendant la guerre de Sécession. Cette photo a été prise devant le Capitole des États-Unis.

Le régiment se rassemble entre 20 au 22 juillet, la dernière date étant celle d'entrée officielle en service. Le processus de rassemblement est nettement simple, en raison du besoin urgent de combattants. Le processus consiste à rassembler les diverses compagnies dans un grand champ ouvert. Un officier de recrutement se promène parmi les rangs des compagnies, en regardant l'apparence physique générale de chaque homme avec ses mains. Il y a au moins deux cas recensés où l'officier de recrutement s'arrête pour questionner des volontaires potentiels sur leur capacité ou leur âge. Le premier cas implique un homme du nom de Smith, qui a perdu l'index de la main droite dans un accident de ferme. L'officier de recrutement interroge la façon exacte dont Smith pourrait se servir d'une arme, s'il peut tenir une arme malgré son handicap. Lorsque l'officier de recrutement demande à Smith s'il peut « toucher un homme à 400 mètres », Smith réplique : « Je voudrais que vous sortez et laissez-moi essayer ». Smith est accepté dans le régiment.
Le deuxième cas implique un jeune garçon du nom de Boulson qui est debout sur des blocs dans une tentative d'avoir la stature de quelqu'un qui est en âge de se battre. L'officier de recrutement  rejette rapidement le garçon, admonestant  pour retourner à sa mère. Boulson refuse avec indignation, et se retrouve finalement comme garçon de service de l'un des officiers de la compagnie I, le premier lieutenant Erasmus Gilbreath. De cette façon, Boulson est en mesure de rester avec le régiment jusqu'à ce qu'il soit en âge de s'enrôler, devenant un fifre dans la compagnie I et, finalement chef de la musique de terrain pour le régiment.
Au moment de rassemblement, les officiers et les compagnies du régiment sont les suivants:

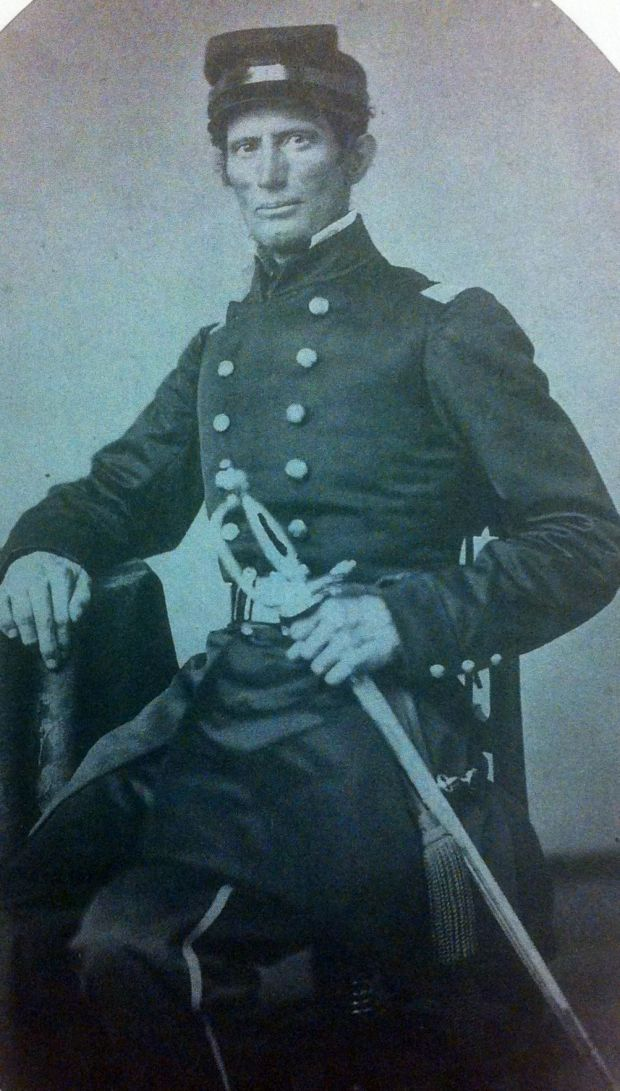
Le colonel William Brown, le créateur du 20th Indiana Infantry et premier commandant du régiment.

- Compagne de terrain et d'état-major :
  - Colonel William L. Brown
  - Lieutenant Colonel Charles D. Murray
  - Commandant Benjamin H. Smith
  - Adjudant. Israel N. Stills
  - Quartier-maître régimentaire Isaac W. Hart
  - Aumonier William C. Porter
  - Chirurgien Orpheus Everts[4]
  - Chirurgien adjoint Anson Hurd[5]
- Compagnie A
  - Capitaine John Van Valkenburg
  - Premier Lieutenant William B. Rayburn
  - Second Lieutenant John Hoover
- Compagnie B
  - Capitaine John Wheeler
  - Premier lieutenant Charles A. Bell
  - Second lieutenant Michael Sheehan
- Compagnie C
  - Capitaine  Oliver H. P. Bailey
  - Premier lieutenant William C. Castleman
  - Second lieutenant Joseph Lynch
- Compagnie D
  - Capitaine  George F. Dick
  - Premier lieutenant Charles Reese
  - Second lieutenant James A. Wilson
- Compagnie E
  - Capitaine  James H. Shannon
  - Premier lieutenant John W. Andrews
  - Second lieutenant John E. Sweet
- Compagnie F
  - Capitaine  John Kistler
  - Premier lieutenant John H. Logan
  - Second lieutenant Edward C. Sutherland
- Compagnie G
  - Capitaine  Nathaniel C. Herron
  - Premier lieutenant William C. L. Taylor
  - Second lieutenant William H. Brittingham
- Compagnie H
  - Capitaine  George W. Geisendorff
  - 1er Lieutenant George W. Meikel[6]
  - Second lieutenant William O. Sherwood
- Compagnie I
  - Capitaine  James W. Lytle
  - Premier lieutenant Erasmus Corwin Gilbreath
  - Second lieutenant William I. Carr
- Compagnie K
  - Capitaine  Alfred Reed
  - Premier lieutenant John I. Richardson
  - Second lieutenant Daniel D. Dote

Le régiment, à ce moment, totalisant environ 1200 hommes, quitte Lafayette le 25 juillet pour Indianapolis, où les hommes doivent être correctement équipés avec des armes, des uniformes et d'autres éléments standard. Dès son arrivée à Indianapolis, dans le régiment établit son campement, au camp Morton. Pendant ce temps, William Brown, qui a été fait colonel du régiment, donne au gouverneur et au quartier-maître local les chiffres exacts pour équiper le régiment.
On dit aux officiers du régiment de se procurer leurs uniformes et leurs armes sur leur propre deniers, les soldats du rang du régiment reçoivent leur équipement du dépôt du gouvernement. Les uniformes standards pour les soldats, selon le journal d'Erasmus Gilbreath, consistent en « un costume en jeans, de couleur grise, et le manteau ou la veste est de la forme des zouaves avec coins arrondis et bord tressé ». Selon Gilbreath, les troupes doivent être équipés avec le nouveau modèle de fusil Springfield 1861. À ce moment de la guerre, le gouvernement n'a pas assez de fusils pour équiper l'armée régulière ainsi que les nouveaux régiments recrutés, conduisant le gouvernement à substituer les fusils plus modernes avec des mousquets Springfield 1855 plus anciens, qui ont été modifiés pour utiliser des amorces à percussion. Le régiment aurait été tellement dégoûté par leur équipement que les hommes jettent leurs armes dans la rue, dans l'indignation. Le gouverneur tente de calmer la situation en promettant que les premières compagnies auraient le nouveau modèle de fusils à un rythme accéléré et le reste du régiment les aurait dès que possible.
D'Indianapolis, le régiment est transféré par train à Baltimore. Le long de la voie, le régiment s'active de lui-même en gardant divers ponts le long du chemin de fer de Baltimore et de l'Ohio. Dès l'arrivée à Baltimore, le colonel Brown ordonne le chargement des armes des régiments et à demi armés, indiquant essentiellement un état de préparation pour faire feu. Cela est la conséquence de la récente émeute de Baltimore de 1861, qui a été mené par un groupe de sympathisants confédérés contre des troupes de l'Union stationnées dans la ville. Le colonel Brown, pensant que la population pourrait être encore hostile aux troupes de l'Union, ordonne au régiment de charger ses armes. De Baltimore, le régiment est envoyé par bateau à vapeur au fort Monroe, où il campe jusqu'au 26 septembre 1861.

## Déploiement à Hatteras Inlet
Le 26 septembre, le régiment quitte le fort Monroe pour le fort Hatteras, récemment pris aux confédérés au cours de la bataille de Hatteras Inlet Batteries, sur l'Île d'Hatteras en préparation d'un assaut contre les troupes confédérées qui défendent encore l'entrée. 500 hommes dans 7 entreprises sont déployés pour la plage de Chicamicomico, sur l'Île d'Hatteras, le 29 septembre 1861. Leur objectif principal est de déloger l'ennemi de l'Île Roanoke. Le commandant du fort Hatteras est dans une telle hâte d'accomplir cet objectif que les hommes débarquent sur la plage de Chicamicomico sans fournitures ou de tentes. Le quartier-maître régimentaire Isaac W. Hart et un petit détachement arrivent avec des fournitures convenables le 1er octobre. Cependant, la canonnière transportant Hart et les fournitures est attaquée par trois canonnières confédérées peu de temps après le début du déchargement le matériel par Hart dans l'après-midi. Hart et 47 hommes sont faits prisonniers, et les fournitures et le matériel sont capturés par les canonnières confédérées, qui maintiennent le régiment sous des tirs de suppression pour éviter toute interférence en provenance des terres.
Le matin du 4 octobre, Gilbreath, aperçoit une flotte confédérée de neuf navires à vapeur se dirigeant en direction de la position actuelle du détachement. Il estime que la flotte transporte un détachement de soldats confédérés destinés à isoler le régiment du fort Hatteras, conduisant le colonel Brown à décider de la retraite. Le régiment retourne au fort Hatteras, le 5 octobre. Par chance, le 20th Indiana est en mesure de revenir au fort Hatteras sans aucun incident grave, alors que les navires confédérés transportant la majorité de leurs troupes s'échouent loin de la position du régiment. On apprend plus tard, après le retour du régiment au fort Hatteras, qu'en comparaison de leurs 500 hommes, qui sont tous équipés mousquets lisses, sans artillerie, les confédérés ont envoyé plus de 2000 soldats pour capturer éventuellement la force de l'Union.
Il se passe peu de choses après le 5 octobre. Le 3 novembre, un bateau à vapeur arrive avec la cargaison de fusils tant attendus. Le 10 novembre, le régiment reçoit l'ordre de retourner au fort Monroe.

## Bataille des cuirassés
Pendant son séjour au fort Monroe, le 20th Indiana est témoin de la bataille de Hampton Roads, aussi connu comme la bataille des cuirassés. Au cours des succès initiaux du CSS Virginia, au cours de laquelle il coule l'USS Cumberland et l'USS Congress, le 20th Indiana aide les marins blessés échoués sur la plage et fournit le soutien en petites armes à l'USS Monitor, à son arrivée. Le général Joseph K. Mansfield, commandant les batteries côtières surplombant la bataille, est supposé être tellement pris dans la bataille qu'il « ...oublie tout le reste. À un coup de feu provenant du Monitor, il s'exclame: « Maudits, vous tirez trop haut ! », ou pour le Merrimac [quand il engage le Monitor] « Vous maudits rebelles, vous ne nous avez fait aucun mal ! » ».

## Bataille des sept jours
Au début de 1862, le général George B. McClellan  conçoit un plan pour prendre Richmond en transportant ses forces sur des navires à vapeur jusqu'à Urbanna, en Virginie et déborder les forces confédérées à l'extérieur de Washington. Cela devient connu comme la campagne de la Péninsule. Les forces de l'Union manœuvrent en amont du fleuve James et débarquent à Harrison's Landing, puis marchent en direction de Richmond. Les forces de l'Union se divisent sur la rivière Chickahominy, avec une plus petite force sur la rive sud de la rivière. Le 31 mai, le général confédéré Joseph E. Johnston, croyant fermement que la ville ne peut pas résister à un grand siège, contre-attaque. La bataille devient connue sous le nom de la bataille de Seven Pines (ou la bataille de Fair Oaks). Bien que le résultat n'est pas concluant, les confédérés réussissent sans le savoir à stopper la marche de McClellan vers Richmond.
À la suite de la bataille de Seven Pines, le régiment est officiellement transféré dans l'armée du Potomac, commandée par le général McClellan. Le régiment est affecté à la première brigade (« la brigade de Robinson »), de la troisième division (division de Kearny) du troisième corps, commandé par le général Samuel P. Heintzelman. Bien que les commandants de brigade, de division, de corps changent tout au long de la guerre, le 20th Indiana n'a jamais été réaffecté.

### Bataille d'Oak Grove
Survenant près de trois semaines après la bataille de Seven Pines, la bataille d'Oak Grove est le seul mouvement offensif de McClellan au cours de la campagne de la Péninsule. L'action est destinée à sécuriser le flanc gauche de l'Union, de sorte que McClellan puisse amener ses canons de siège en position juste au sud d'Old Tavern. Le 20th Indiana est situé sur le côté gauche de la ligne de piquet de l'Union en progression. Le régiment commence à avancer avec le reste de la ligne de piquets à 8 heures 30 du matin et rencontre une légère résistance, avec la majorité des combats qui se déroulent à l'extrémité du flanc droit de la ligne de l'Union. McClellan ordonne l'arrêt de la progression à 13 heures, craignant que les pertes soient trop élevées. En examinant le champ par lui-même, il permet à la progression de continuer.
Pendant cette pause, les troupes confédérées saisissent l'occasion de se regrouper, et à 17 heures 30 lancent une contre-attaque contre le flanc gauche de l'Union, où se trouve le 20th Indiana. Le 87th New York Infantry, qui est juste à la droite du 20th Indiana, cède sous la forte pression de la charge confédérée, au moment où le 20th Indiana commence une charge à son initiative contre les positions confédérées. Cela expose complètement le flanc droit du 20th Indiana aux attaques confédérées. Bien que le régiment recule d'abord diminué dans une « grande confusion », le soldat Joshua Lewis du 20th Indiana écrit que lors de la rencontre, sous  les tirs mortels de flanc de l'ennemi, les hommes du régiment rompent les rangs, et « alors, c'était ensuite, chacun pour soi... Alors je courus aussi vite que possible, certains coururent vers le camp, mais... s'arrêtèrent dès qu'ils furent hors de danger immédiat ».  Le régiment se rallie sur ses couleurs, et rétablit sa ligne de piquets à peu près au même endroit où il était au début de l'attaque, et ce faisant, repousse trois différentes attaques confédérées. Le 20th Indiana subit 125 victimes lors de la bataille d'Oak Grove, avec 11 morts, 82 blessés, et 32 capturés. Les pertes du 20th Indiana arrivent en deuxième position derrière le 1st Louisiana Infantry. Même si c'était la première action du 20th Indiana, il est très apprécié pour sa robustesse et sa capacité à résister au feu.

### Bataille de Savage's Station

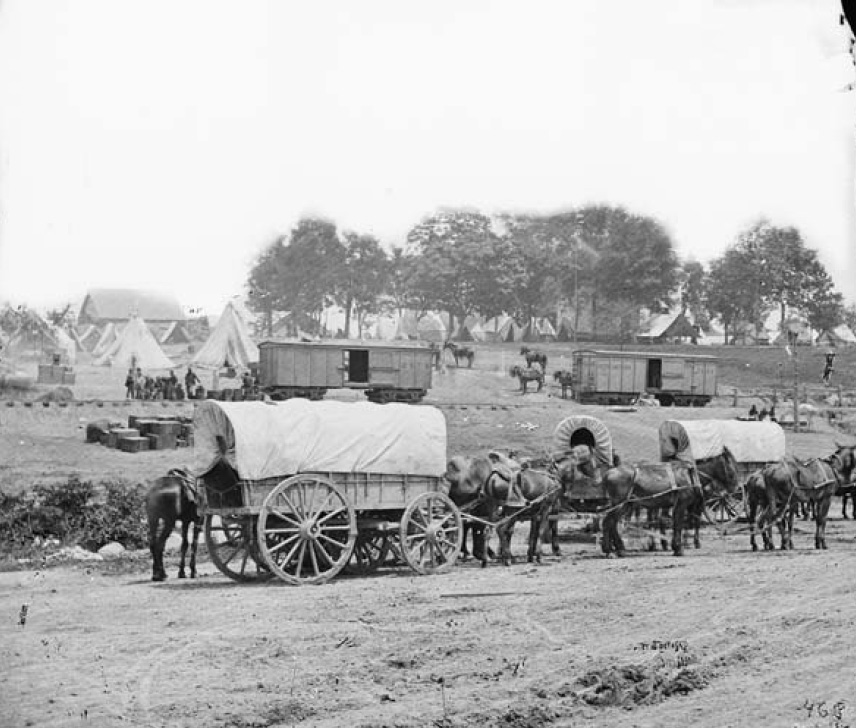
Quartiers-généraux de George McClellan à Savage's Station.

Le 27 juin, estimant qu'il est en infériorité numérique, le général McClellan décide de retirer son armée vers le fleuve James au cours d'un repli tactique. Alors que McClellan le réalise, le général Robert E. Lee conçoit un plan pour attaquer le flanc de l'armée du Potomac, pour la détruire potentiellement. Son plan est, cependant, entravé par l'étrange lenteur qui caractérise Jackson tout au long de la bataille des sept jours, ainsi que du « travail médiocre de l'état-major, des cartes défectueuses, les obstacles géographiques, des commandants de division timides (surtout Magruder et Benjamin Huger), la résistance âpre Yankee », le tout faisant échoué le plan de Lee.
Entre le 28 et le 29 juin, la plupart des forces de l'Union se sont repliées à Savage's Station, l'un des dépôts de ravitaillement principaux de McClellan. Le 20th Indiana est témoin de la bataille de Savage's Station, et est chargé de tenir la station pendant la nuit, jusqu'à ce que toutes les forces de l'Union possibles soient évacuées. Le régiment repousse deux autres attaques confédérées cette nuit-là, se retirant finalement avec le reste de l'armée en direction de White Oak Swamp.
Il est théorisé que la principale erreur de Lee pour la destruction de l'arrière-garde de l'Union à Savage's Station est due à la lenteur du général John Magruder pour engager ses troupes dans la bataille, le travail médiocre de l'état-major au quartiers généraux de Lee, et la lenteur continue du général Jackson.

### Bataille de Glendale
Le lendemain de l'échec des combats à Savage's Station, Lee espère une fois de plus détruire l'armée de l'Union avec un assaut concentrique de sept divisions, près du village de Glendale. Glendale est d'une importance vitale pour la retraite de l'Union, puisque c'est un carrefour majeur et une jonction ferroviaire. Sans ces intersections, l'armée en marche vers le fleuve James sera isolée. L'assaut confédéré d'assaut une fois de plus s'embourbe en raison de la lenteur de Jackson, ne laissant que les divisions du général James Longstreet et du général A. P. Hill engager les cinq divisions de l'Union stationnées à Glendale.
Le 20th Indiana est déployé sur le flanc droit de la ligne de l'Union, sous le commandement immédiat du général Phillip Kearny, avec le général George A. McCall commandant le centre de l'Union et le général Joseph Hooker commandant le flanc gauche de l'Union. L'attaque débute à 14 heures 30, avec Longstreet chargeant les troupes de McCall et les brisant, capturant McCall au cours de l'action. Hooker agit rapidement et renverse la percée du Sud. Longstreet porte ensuite son attention sur le flanc droit de l'Union, envoyant des troupes sous le commandement des généraux Pryor, Featherston, et Gregg en si grandes quantités, que cela pousse le général Kearny à s'écrier : « de telles masses comme je n'en avais jamais vu ! ». Les confédérés chargent trois fois au total, parvenant après chaque charge infructueuse à se regrouper et renouveler l'attaque. Le colonel Brown du 20th Indiana a pris la précaution d'établir un parapet de rails et de bois avant les assauts, épargnant de nombreuses vies. Le soldat Joshua Lewis du 20th Indiana écrit qu'il est sûr que les autres régiments derrière le 20th, qui n'ont pas de parapets, ont certainement souffert davantage que le 20th. Lors d'une charge, Kearny est en danger de perdre ses batteries d'artillerie. Kearny charge la ligne des rebelles  avec le 63rd Pennsylvania, le 37th New York et le 20th Indiana, et réussit à mettre en déroute la progression confédérée et sauver la batterie. La bataille continue jusqu'à 21 heures 30, avec des tirs pratiquement constants. Le soldat Lewis écrit que « nous avons tiré tellement rapidement que nos canons sont devenus trop chaud pour continuer ». Que la lumière s'obscurcit, il devient difficile de distinguer l'ami de l'ennemi, poussant un officier du 20th Indiana à avancer pour identifier les troupes qu'il croit être amicales, seulement qu'un colonel du Sud lui dise poliment qu'il est maintenant prisonnier de l'armée confédérée. Deux compagnies du 20th Indiana sont déployées à l'avant, mais dans l'obscurité, elles vont au-delà de leurs positions, ce qui incite un assaut mineur confédéré contre les deux compagnies. Cet assaut coûte au 20th Indiana deux officiers, le premier lieutenant Andrew de la compagnie E (tué) et le capitaine Reed de la compagnie K (capturé), avec 34 hommes  du rang.
Au cours de l'engagement, Brown rapporte que le régiment « s'est comporté avec beaucoup de sang-froid, les hommes se sont engagés en badinant, racontant des blagues, et chargeant et tirant délibérément comme s'ils étaient au champ de tir ».

### Bataille de Malvern Hill
À la suite de l'échec pour détruire l'armée de l'Union à Glendale, Lee a un dernier espoir de détruire « ces gens » (son expression pour l'ennemi). L'armée de l'Union a pris position à trois miles au sud de Glendale sur Malvern Hill. Cette position est à 150 ft de haut et est entourée par de profonds ravins, forçant Lee à un assaut frontal contre les défenseurs. Les défenses de l'Union sont composées de quatre divisions et environ 100 pièces d'artillerie, avec environ le même nombre en réserve. Lee croit, cependant, que l'armée de l'Union est démoralisée, et sur le point de rompre. Il est arrivé à cette hypothèse en se fondant sur divers éléments de preuve obtenus lors des derniers jours de combat, comme la route de retraite qui est jonchée d'équipements abandonnés (y compris plus de 30000 armes de petit calibre), la capture de plus de 6000 traînards de l'Union, et le simple fait que l'armée du Potomac est en retraite.
L'armée du Potomac, cependant, n'est pas démoralisée. Le premier lieutenant Gilbreath de la compagnie I écrit que ses hommes, bien qu'actuellement en retraite face à l'ennemi et ayant subi des pertes importantes au cours des précédentes batailles, restent confiants. Les communications décousues conduisent l'armée des confédérés à avancer en petites sections, plutôt qu'en un seul ensemble, ce qui permet aux canons de l'Union sur le sommet de Malvern Hill à pulvériser les confédérés qui progressent.
Le 20th Indiana, avec le reste du IIIe corps, est tenue en réserve et ne participe pas à l'action au cours de la bataille, cependant, le régiment reçoit des tirs du barrage initial confédéré, subissant 13 morts.

## Seconde bataille de Bull Run
L'échec de la campagne de la Péninsule de McClellan pousse le président Lincoln à nommer le général John Pope pour l"armée de Virginie nouvellement formée. Les objectifs de Pope sont de protéger Washington et la vallée de la Shenandoah des raids confédérés ou d'une invasion, et d'empêcher l'armée confédérée de s'attaquer à l'armée du Potomac en allant vers Gordonsville. Lee, après avoir réorganisé son armée en deux groupes facilement contrôlables sous les ordres de Longstreet et de Jackson, n'a pas besoin d'attaquer McClellan qu'il ne voit plus comme une menace et avance ses groupes vers Gordonsville pour rencontrer Pope. Le 27 août 1862, Jackson manœuvre autour de Pope et cherche à détruire le principal dépôt d'approvisionnement à Mannassass Jonction. Pope, voyant cela comme une occasion de se débarrasser de Jackson, rassemble rapidement son corps disjoint au cours de la nuit du 28-29 août par une série de marches forcées, et puis les jettent à la hâte de façon fragmentaire sur Jackson dans une tentative pour briser sa ligne. De ce fait, Pope ne parvient pas à mettre plus de 32000 hommes au combat contre les 22000 hommes de Jackson. Même si les troupes de l'Union cassent les lignes confédérées sur certains points, les confédérés s'accrochent avec ténacité et comblent rapidement les trous.
Le 20th Indiana est lancé d'urgence dans les combats, le soir du 27 et arrive tôt dans la matinée du 28. Le 29, le régiment manœuvre dans la position opposée au chemin de fer inachevé qui sert comme une sorte de parapet pour les forces confédérées. Après la formation d'une ligne d'escarmouche, le régiment avance d'environ deux miles pour repousser les confédérés hors leurs positions. Le régiment subit la majorité de ses pertes lors de cette action, mais réussit temporairement à briser la ligne confédérée. À 16 heures, le régiment a traversé le chemin de fer et a ralenti sa progression. Alors que le 20th Indiana avance, le reste de l'armée est sous une importante pression des forces confédérées, brisant les lignes de l'Union. Cela incite le général Phillip Kearny à donner l'ordre au 20th Indiana de se tourner vers la gauche pour éviter une éventuelle attaque de flanc. Se mettant en position, le régiment se met à couvert parmi les hautes herbes et buissons de la zone immédiate.
Cette manœuvre empêche le régiment d'être attaqué de front par un groupe de soldats confédérés. Comme les confédérés passent devant le régiment, le soldat Peter Schwartz de la compagnie I se lève soudainement et ouvre le feu sur les confédérés. Le régiment suit rapidement l'exemple de Schwartz, détruisant complètement l'extrême-gauche de la progression confédérée. Peu de temps après ce succès, lors d'une retraite ordonnée par le général Kearny, le colonel William Brown est tué d'une balle d'un tireur d'élite confédéré. Le commandant Wheeler prend le commandement du régiment.
Le régiment passe la nuit du 29 au 30 août dans le champ près de la voie ferrée. Dans la matinée, il est relevé et relégué à des rôles de soutien mineur pendant le reste de la bataille.

## Bataille de Fredericksburg
Bien que le général McClellan a mis en déroute l'armée du général Lee lors de la bataille d'Antietam, il ne tente pas de le poursuivre ou de le détruire. Cela irrite le président Abraham Lincoln, qui cherche à détruire rapidement la Confédération, conduisant à la destitution de McClellan en tant que chef de l'armée du Potomac. Le général Ambrose E. Burnside remplace McClellan, et en met en place rapidement une stratégie pour prendre Richmond. Le plan de Burnside implique de se remonter la rivière Rappahannock jusqu'à la ville de Fredericksburg, en Virginie. Pendant qu'il fait cela, il envoie un important détachement dans la direction opposée, vers les fortifications de Lee à Richmond pour maintenir Lee dans le doute sur les intentions de Burnside. Burnside doit alors traverser la Rappahannock, à Fredericksburg, faire tourner son armée sur la gauche, puis avancer vers Richmond derrière les fortifications de Lee, le forçant à lui livrer une bataille à découvert où la supériorité numérique nordiste  conduira inévitablement à la victoire. En raison des retards bureaucratiques, des retards des pontons essentiels à la traversée de la Rappahannock à Fredericksburg, et de la chance du général Lee, Burnside ne peut pas attaquer jusqu'au 11 décembre longtemps après que Lee a déplacé la majorité de ses forces de Richmond à la périphérie de la ville de Fredericksburg.
À la suite de la mort du colonel Brown, le lieutenant-colonel John van Valkenburg est promu au commandement, avec John Wheeler promu lieutenant-colonel du régiment. Le régiment fait partie de la grande division du centre, et manœuvre dans le milieu du flanc gauche de Stafford Heights. Le 13 décembre, le général Meade reçoit l'ordre de lancer un assaut sur le flanc droit confédéré, positionné autour de Prospect Hill. Bien que Meade réussisse à franchir la ligne confédérée, le général Franklin n'envoie pas de renforts pour soutenir Meade. Les troupes de Meade commencent à manquer de munitions, incitant Meade à se retirer de Prospect Hill vers ses lignes. Afin de tenter de soulager la pression sur les troupes confédérées, le général Jackson ordonne au général Taliaferro d'avancer pour combler les trous. Cela coïncide avec la retraite de Meade et aboutit à ce que les troupes de Meade à être poursuivies par les troupes de  Taliaferro vers les lignes de l'Union.
Le 20th Indiana est envoyé dans l'action pour arrêter la poursuite confédérée. En traversant les ponts flottants au sud à double-allure, le régiment charge dans la poursuite confédérée, à environ 13 heures, subissant 27 victimes. La brigade à laquelle le 20th est affecté subit un total de 146 pertes. À la suite de la bataille, le régiment se retire sur sa position précédente près de la ville de Falmouth où il campe pendant tout l'hiver. Au cours de l'hiver, le colonel van Valkenburg quitte le service pour déloyauté. Bien que la plupart des hommes croient fermement qu'il n'est pas infidèle à la cause, c'est un fait bien connu qu'il est un admirateur très ardent de McClellan, et a été indiscret à propos de ses opinions sur la destitution de McClellan de son commandement. Il est remplacé par le colonel John Wheeler.

## Bataille de Chancellorsville
À la suite de la défaite à Fredericksburg, le général Burnside propose au président Lincoln sa démission de l'armée du Potomac et de l'armée elle-même. Lincoln persuade Burnside de rester dans l'armée, le transférant sur le théâtre occidental. Le commandement de l'armée du Potomac est donné au général Joseph « Fighting Joe » Hooker. Le président Lincoln a depuis pris la décision définitive que l'objectif principal de l'armée du Potomac est la destruction l'armée du général Lee, plutôt que de capturer une place forte géographique comme Richmond. Hooker construit un plan qui implique le partage son armée en deux, avec une pince attaquant le front de Lee et l'autre en pince, manœuvrant autour des arrières de Lee pour l'attaquer par derrière simultanément. Toutefois, la combinaison de l'audace du général Lee et la perte de ses nerfs du général Hooker l'en empêchent.
Le régiment arrive à Chancellorsville(p457), autour de 11 heures, le 1er mai, et est envoyé sur le terrain vers 17 heures vers Hazel Grove, où les piquets sont établis pour la nuit. Le lendemain matin, le général Daniel Sickles, commandant le IIIe corps remarque une grande colonne confédérée avançant le long de Catherine Furnace. Croyant que la colonne est manœuvre de flanquement, Sickles ordonne au 20th Indiana, avec le reste de la division de Birney, d'avancer pour l'interrompre. La division court tête baissée dans le 23rd Georgia Infantry, le mettant en déroute et capturant des centaines de Géorgiens peu méfiants. La division avance plus loin et s'arrête finalement derrière un chemin de fer coupé près de Welford House. Alors que la surprise est soudaine et très fâcheuse pour les Géorgiens, le général Jackson prend un risque calculé. Comprenant que ses mouvements le long de Catherine Furnace sont observés par l'Union, Jackson est parti vers l'avant et a envoyé de nombreux régiments et des trains de ravitaillement en bas de la route, apparemment pour que les troupes audacieuses de l'Union viennent les attaquer. Lorsque l'Union fait ce que Jackson a prévu, il profite de l'occasion pour encercler rapidement les troupes, qui sont brusquement séparées de la force principale.
Au cours de la nuit du 2 au 3 mai, le 20th Indiana augmente régulièrement sa ligne de piquets jusqu'à ce qu'il devienne évident qu'ils sont encerclés par les confédérés. À minuit, ils apprennent que les confédérés ont attaqué le flanc droit de l'armée, les coupant. Silencieusement, le 20th Indiana et le 63rd Pennsylvania retirent leurs piquets et tentent un retour vers la ligne dans l'obscurité, à certains moments étant si près des campements de l'ennemi qu'ils peuvent entendre les appels. Après avoir réussi à rejoindre la ligne, le 20th Indiana est placé dans une nouvelle ligne en soutien de l'artillerie de la batterie E du 1st Rhode Island Artillery, où il reste jusqu'à la fin de la bataille. Le régiment est souvent attaqué, repoussant à chaque fois les attaques.

## Force totale et nombre de victimes

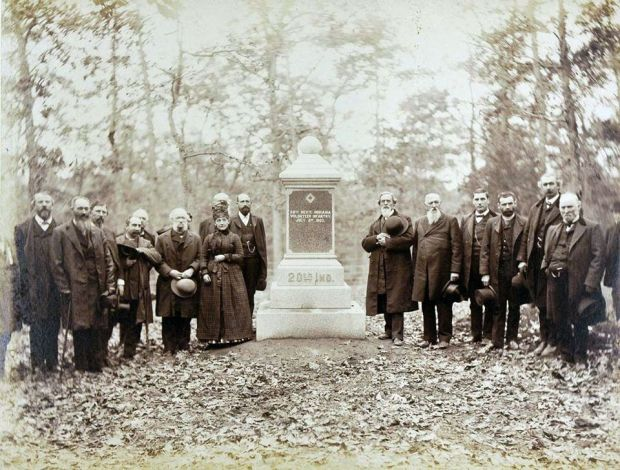
Les membres survivants du 20th Indiana se tiennent sur le champ de bataille de Gettysburg pour l'inauguration d'un monument en leur honneur en 1885.

Lors de sa création, le 20th Indiana a 1403 hommes. Pendant la guerre, 201 hommes sont tués au combat, et 570 sont blessés, dont 144 sont capturés, dont 25 sont morts dans les prisons confédérées. Le régiment a un taux de 14,3% de tués par rapport aux enrôlements.
Une liste des officiers tués au combat est conservée par le capitaine Erasmus Corwin Gilbreath de la compagnie I, et est la suivante :
- Premier lieutenant John W. Andrews, White Oak Swamps, le 30 juin 1862
- Capitaine James. W. Lytle, Orchards, le 19 août 1862
- Colonel William L. Brown, 2e Bull Run, le 29 août 1862
- Premier lieutenant Ezra Robbins, Gettysburg, le 2 juillet 1863
- Colonel John Wheeler, Gettysburg, le 2 juillet 1863
- Capitaine Henry Quigley, Wilderness, le 12 mai 1864
- Capitaine L. D. Corey, Spotsylvania, le 12 mai 1864
- Capitaine John F. Thomas, Spotsylvania, le 12 mai 1864
- Premier lieutenant E. C. Sutherland, Spotslyvania, le 26 mai 1864
- Premier lieutenant J. C. Bartholemew, Spotslyvania, le 28 mai 1864
- Capitaine Lafayette Gordon, Spotsylvania, le 6 juin 1864
- Capitaine Charles A. Bell, Petersburg, le 9 juillet 1864
- Lieutenant-colonel G. W. Meikel, Petersburg, le 10 septembre 1864
- Capitaine William P. Thompson, - Petersburg, le 7 octobre 1864
- Second lieutenant William Dickson, mort en prison de ses blessures, juillet 1864
- Second lieutenant Johnathan Robart, mort de ses blessures reçues lors de la 2e Bull Run

## Commandants
- Colonel William L. Brown (tué le 29 août 1862, lors de la seconde bataille de Bull Run)
- Colonel John Van Valkenburg (démis pour déloyauté à la suite de la bataille de Fredericksburg)
- Colonel John Wheeler (tué le 2 juillet 1863, lors de la bataille de Gettysburg)